# (35284) 1996 TM3
1996 TM3 (asteroide 35284) é um asteroide da cintura principal. Possui uma excentricidade de 0.12986130 e uma inclinação de 6.43499º.
Este asteroide foi descoberto no dia 5 de outubro de 1996 por Robert G. Sandness em King City.